# ذئاب لا تأكل اللحم (فلم)
ذئاب لا تأكل اللحم هو فيلم مصري روائي من أفلام المغامرات والتشويق من إنتاج سنة 1973 قام بتمثيله كل من عزت العلايلي في دور «أنور» وناهد شريف في دور «ثريا» ومحسن سرحان في دور «صالح»، ومن الكويت محمد المنصور في دور «السفاح» وخالد الصقعبي في دور «الضابط» وعلي المفيدي في دور «الأخرس»، ومن لبنان سيلفانا بدرخان في دور «ليندا» وليز سيركيسيان أو الممثلة إيمان كما عرفت بعد ذلك في دور «نهاد». ومن إخراج سمير أ. خوري.

## معلومات عن الفيلم
يعتبر هذا الفيلم من الأفلام المتقدمة جدًا في ذلك الوقت من حيث جودة مشاهد تحطم السيارات والانفجارات ومشاهد القتل.
ويبدو أن المنتج وهو في نفس الوقت المخرج لم يبخل في ميزانية الصرف على هذا الفيلم.
و يصور هذا الفيلم الكثير من الحياة المخملية والسرية التي في العواصم العربية في أوائل السبعينيات.
أغنية الفيلم باللغة الإنجليزية بصوت الفنان اللبناني الأصل باتريك سامسون
صورت جميع لقطات الفيلم في دولة الكويت.ومصر

## روابط خارجية
- مقالات تستعمل روابط فنية بلا صلة مع ويكي بيانات